# 函谷關之戰 (前241年)
函谷关之战是前241年赵、楚、魏、韩、燕五国联合进攻秦国的战争。

## 过程
前241年，赵、楚、魏、韩、燕五国共推楚考烈王为纵约长，庞煖为联军主帅，共同攻打秦国。联军攻至函谷关时，秦军出击，诸侯联军败退。联军转而进攻秦国的盟国齐国，夺取了饶安（今河北省盐山县西南）。

## 争议
关于此战《史记·卷六·秦始皇本纪》记载为（秦王政）六年，韩、魏、赵、燕、楚共击秦，取寿陵。秦出兵，五国兵罢。《史记·卷四十三·赵世家》记载为（赵悼襄王）四年，庞煖将赵、楚、魏、燕之锐师，攻秦蕞，不拔。《史记·卷四十·楚世家》记载为（楚考烈王）二十二年，与诸侯共伐秦，不利而去。而《史记·卷七十八·春申君列传》则记载为攻秦至函谷关。梁玉绳所著《史记志疑》认为联军中无卫国，取寿陵也记载有误。而杨宽认为蕞位于陕西省临潼县北，已经深入秦国境内，五国联军没有能力攻到此地，应以《楚世家》和《春申君列传》的记载为准。

## 影響
函谷关之战是戰國時期最後一次诸侯合縱攻秦之戰，儘管龐煖富於智謀，又善於縱橫之術，但最终无功而返。從此，六國更加無法抵禦秦國的兼併，秦国最终统一六国，建立秦朝。